# Александар Зејак
Александар Саша Зејак је српски музичар из Црне Горе, фронтмен метал бенда Визант. По образовању је доктор економских наука.

## Дисокграфија
Визант
- Василевс Василеон Василевон Василевондон (2009)[1]
- Сјене живих (2011)[1]
- Благовјесник (2013)[1]
- Небо орлова (2019)[1]